# John Exley
	John Onins Exley junior (* 23. Mai 1867 in Philadelphia, Pennsylvania; † 27. Juli 1938 in Milford, Delaware) war ein US-amerikanischer Ruderer und zweifacher Olympiasieger.
Er wuchs in der Prärie auf und baute ein Viehhandelsunternehmen auf. Die Arbeit mit dem Vieh ließ seine Physis entwickeln und als er nach Philadelphia zurückkehrte, wurde er von einem Trainer gesichtet, dem seine massiven Oberarme aufgefallen sind. Exley begann mit dem Rudertraining und wurde als der „Iron Man“ bekannt.
Er war Schlagmann im Achter des Vesper Boat Clubs aus Philadelphia mit Steuermann Louis Abell. Mit diesem gewann er bei den Olympischen Sommerspielen 1900 in Paris und vier Jahre später bei den Sommerspielen in St. Louis die Goldmedaille. Mit demselben Team wie 1900 in Paris gewann er auch die nationale Meisterschaft von 1902. 
Mit dem Rudern fuhr er noch bis 1912 fort, bevor er sich wieder dem Leben auf der Farm zuwendete.